# Winika cunninghamii
Winika es un género monotípico de orquídeas epífitas que fue segregada del género Dendrobium. Su única especie Winika cunninghamii solamente se encuentra en Nueva Zelanda.

## Descripción
Sus tallos son de color rojo parecidos como algunos bambús, lo que les vale su nombre de orquídeas bambú.
Las flores son de un diámetro de 15 mm, y se encuentran muy desperdigadas en las plantas que se encuentran en la zona.
Generalmente florece en verano y a principios de otoño. 

## Localización
Normalmente se encuentra desarrollándose sobre arbustos en las islas Norte, Sur, isla Stewart e isla Chatham del archipiélago de Nueva Zelanda. 

## Etimología
El nombre, Winika, procede de su nombre en Maorí. 
W. cunninghamii fue descubierta y catalogada por Daniel Solander como Epidendrum pendulum.

## Historia
Esta orquídea era conocida hasta hace poco tiempo como Dendrobium cunninghamii, pero recientemente se le ha asignado su propio género, Winika, que es la antigua denominación que le daba el pueblo Maorí de Nueva Zelanda. 
Esta orquídea se desarrolla sobre la totara (Podocarpus totara), que se usa para hacer el casco de una canoa sagrada de guerra por el pueblo Tainui, que nombran esta canoa como Te Winika por la orquídea.

## Sinonimia
- Dendrobium cunninghamii Lindl., Edwards's Bot. Reg. 21: t. 1756 (1835).
- Callista cunninghamii (Lindl.) Kuntze, Revis. Gen. Pl. 2: 654 (1891).